# Pseudepipona tricarinata
Pseudepipona tricarinata är en stekelart som först beskrevs av Kok. 1912.  Pseudepipona tricarinata ingår i släktet Pseudepipona och familjen Eumenidae. Inga underarter finns listade i Catalogue of Life.